# Bernd Schroeder

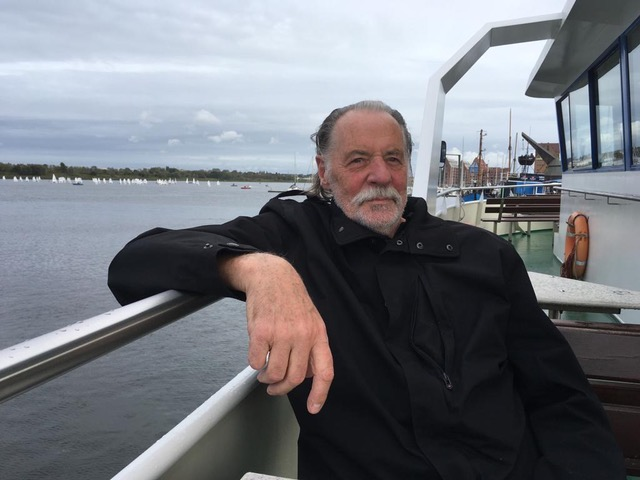
Bernd Schroeder ca. 2020

Bernd Schroeder (* 6. Juni 1944 in Aussig, Reichsgau Sudetenland; † 16. Juni 2023) war ein deutscher Schriftsteller.

## Leben
Schroeder wurde während der Flucht seiner Eltern 1944 in Aussig geboren. Er wuchs in Fürholzen bei Neufahrn (Oberbayern) auf und legte  sein Abitur am Camerloher-Gymnasium Freising ab. Er studierte in München Theatergeschichte, Germanistik und Volkskunde.
Seit 1968 verfasste er als Drehbuchautor Fernsehspiele, unter anderem für Wolfgang Petersen. Bei eigenen und einigen fremden Hörspielen führte er Regie. 1986 erhielt er für Der eiserne Weg den Adolf-Grimme-Preis in Silber, zusammen mit Hans-Werner Schmidt.

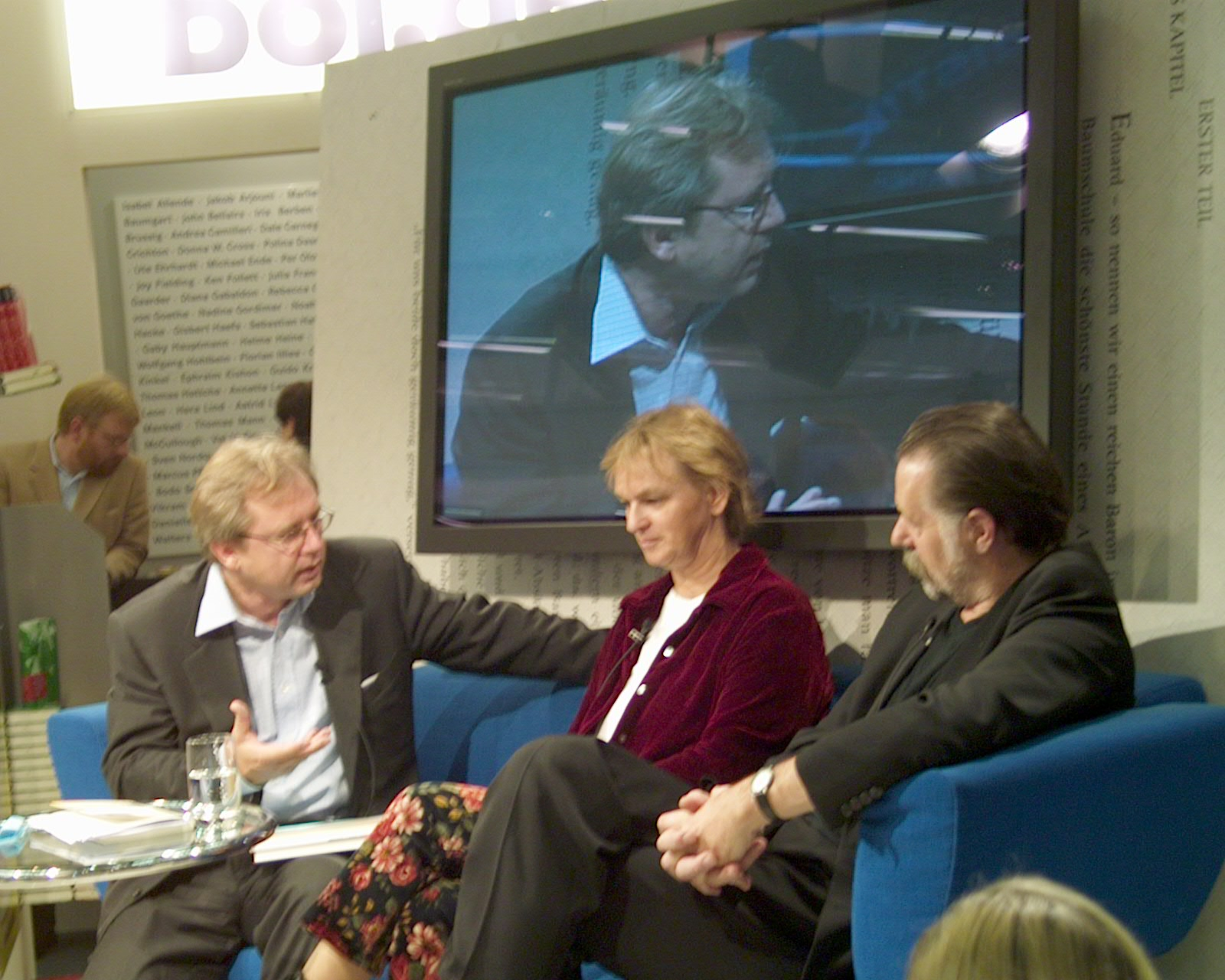
Bernd Schroeder (rechts) mit Elke Heidenreich und Wolfgang Herles auf dem Blauen Sofa 2001

1992 wurde er mit dem Deutschen Filmpreis ausgezeichnet. Ab 1993 veröffentlichte er verschiedene Romane. Er war Mitglied des Deutschen PEN-Zentrums.
Bernd Schroeder war ab 1972 mit Elke Heidenreich verheiratet, seit 1995 lebten sie getrennt.
Schroeder war zum zweiten Mal verheiratet und lebte in Ahrenshoop. Er starb am 16. Juni 2023 im Alter von 79 Jahren.

## Werke

### Bücher
- Konstantin Wecker. Gesprächs-Collage. Bertelsmann, 1982.
- mit Paul Breitner: Kopfball. Ullstein, 1982.
- mit Hanns Dieter Hüsch: Hanns Dieter Hüsch hat jetzt zugegeben… (Eine Collage). Arche Verlag, 1985, ISBN 3-7160-2026-5.
- Versunkenes Land. Roman. Kiepenheuer & Witsch, 1993, ISBN 978-3-462-02287-2.
- Unter Brüdern. 1995.
- Handwerken. Kleine Philosophie der Passionen. 1999.
- Die Madonnina. 2001.
- mit Elke Heidenreich: Rudernde Hunde. 2002.
- Mutter & Sohn. Erzählung. 2004.
- mit Reinhard Mey: Was ich noch zu sagen hätte. Kiepenheuer & Witsch, 2005, ISBN 978-3-462-03622-0.
- Hau. 2006.
- mit Dieter Hildebrandt: Ich mußte immer lachen. Kiepenheuer & Witsch, 2006, ISBN 3-462-03730-7.
- mit Elke Heidenreich:  Alte Liebe. Hanser, München 2009, ISBN 978-3-446-23393-5.
- Auf Amerika. Roman. Hanser, München 2012, ISBN 978-3-446-23885-5. (Auch: Fischer Taschenbuch, Frankfurt am Main 2014, ISBN 978-3-596-19589-3.)
- Wir sind doch alle da. Hanser, München 2015, ISBN 978-3-446-23267-9.
- Warten auf Goebbels. Hanser, München 2017, ISBN 978-3-446-25606-4.
- Von Apfelgrün bis Zölibat. Dittrich-Verlag 2017, ISBN 978-3-943941-99-9.
- Fast am Ende der Welt. Volk-Verlag 2021, ISBN 978-3-86222-389-3.

### Fernsehspiele
- 8051 Grinning, 1972, Regie: Peter Beauvais
- Sittengemälde, 1973, Regie: Eberhard Itzenplitz
- Nestwärme, 1973, Regie: Eberhard Itzenplitz
- Münchner Geschichten, 1974, 2 Folgen, Regie: Herbert Vesely
- Münchnerinnen, 1975, Regie: Eberhard Itzenplitz
- Die Stadt im Tal, 1975 ARD, Regie: Wolfgang Petersen
- Hahnenkampf, 1975, Regie: Lutz Büscher
- Die Herausforderung, 1975, Regie: Michael Verhoeven
- Hans im Glück, 1976, Regie: Wolfgang Petersen
- Gefundenes Fressen, 1976, Regie: Michael Verhoeven
- Notwehr, 1977, Regie: Hartmut Griesmayr
- Menschenfresser, 1977, Regie: Rainer Boldt
- Bier & Spiele, 1978, 14‑Teilige Serie, Regie: Michael Verhoeven
- Qualverwandtschaften, 1982, Regie: Ulrich Heising
- Kein schöner Land, 1982, 6‑teilige Serie, Regie: Klaus Emmerich
- Glückspilze, 2 Folgen, 1984, Regie: Bernd Schroeder
- Der eiserne Weg (Filmerzählung in fünf Teilen), 1985, Regie: Wolfgang Staudte und Hans‑Werner Schmidt
- Preisausschreiben, 1985, Regie: Bernd Schroeder
- Da Capo, 1986, Regie: Bernd Schroeder
- Fraulein, 1986, Regie: Michael Haneke
- Dreifacher Rittberger, 1987, 5‑teilige Serie, Buch: Elke Heidenreich, Regie: Bernd Schroeder
- Pizza Colonia, 1990, TV‑Kino‑Co‑Produktion, Regie: Klaus Emmerich

### Hörspiele
- Kreuzerlschreiber, 1969, Regie: Hellmuth Kirchammer
- Zwischenbilanz, 1970, Regie: Edmund Steinberger
- Miteinander-Füreinander, 1971, Regie: Alexander Malachowsky
- Die Geburtstag der Gaby Hambacher, 1971, Regie: Wolf Euba
- Hans, 1975, Regie: Bernd Schroeder
- Rentenheirat, 1977, Regie: Bernd Schroeder
- Alte Bäume, 1977–80, 12 Folgen einer Kurzhörspielreihe, Regie: Otto Düben u. a.
- Versunkenes Land, 1995, Zweiteiler, Regie: Bernd Schroeder
- Wasser für Bayern, 1996–2000, 14 Folgen, Regie: Bernd Schroeder
- Unter Brüdern, 1999, Zweiteiler, Regie: Bernd Schroeder

### Drehbücher
- Die Madonnina, 2010
- Alte Liebe, 2013

### Theaterstücke
- Sennentuntschi, 1973, Theaterbearbeitung für Kammerspiele München
- Kater Lampe; 1979, Theaterbearbeitung für Freie Volksbühne Berlin
- General Mutter, 2013